# LINC01137
LINC01137‏ (Long intergenic non-protein coding RNA 1137) هوَ بروتين يُشَفر بواسطة جين LINC01137 في الإنسان.